# Корецкий завод пластмассовых изделий
Корецкий завод пластмассовых изделий (укр. Корецький завод пластмасових виробів) — промышленное предприятие в городе Корец Ровненской области Украины, прекратившее своё существование.

## История
Корецкий завод пластмассовых изделий был построен и введён в эксплуатацию после окончания Великой Отечественной войны.
В 1972 году большинством рабочих предприятия являлись выпускники средних школ города, в это время завод выпускал 14 наименований электротоваров (электрические розетки, переключатели и др.) и иных потребительских изделий из пластмасс.
В целом, в советское время завод входил в число крупнейших предприятий города.
После провозглашения независимости Украины государственное предприятие было преобразовано в открытое акционерное общество, а затем прекратило функционировать.

## Дополнительная информация
- Корецкому заводу пластмассовых изделий посвящена экспозиция в районном историческом музее города Корец.